# Клобук (Требиње)
Клобук је насељено мјесто у граду Требиње, Република Српска, БиХ. Према попису становништва из 1991. у насељу је живјело 30 становника.

## Географија
Налази се на 700–900 метара надморске висине, површине 9,82 км2, удаљено око 22 км од градског центра. Припада мјесној заједници Ластва. Дијели се на Горњи (сјеверно од средњовјековног града Клобука) и Доњи Клобук (јужно од тврђаве). Претежно опустјели засеоци у Горњем Клобуку су: Добри дуб, Заграђе, Клачни до, Љешковац, Репишта, Роков до, Скорча гора и Чакљи, а у Доњем – Жупањ до, Котлар, Под боровину, Радинов до, Роге и Студенац. Сеоски атар, који се протеже 12 км уз границу са Црном Гором, састоји се од кршевитог земљишта, мјестимично обраслог бјелогоричном и црногоричном шумом. На више мјеста има живе воде (Батун, Вукоје, Рокова локва, Смоквица, Студенац, Точак, Убо), која се слива потоцима Лађа и Требољ у ријеку Сушицу. У атару постоји узвишење Куљавица.

## Историја
Данашње село настало је од некадашњег подграђа утврђеног средњовјековног града Клобука. Овај град помиње се 1280, а његово подграђе (Sotoclobuch, subtus Clobuch) 1384. године. Турци
су га заузели средином 1477. године. У дефтеру из 1585. у Нахији Требиње помиње се мезра Преграђе у близини села Клобук. Унутар градских зидина, прије 1664, на темељима цркве саграђена је џамија. Према предању, остаци сахат-куле потичу од црквеног звоника. На једном високом, исклесаном стећку уписано је да је то гроб Вукосава Землића. Пред улазом у град Клобук налази се муслиманско гробље. Мало даље су темељи грађевине, која је, према предању, била манастир, чији калуђери су се, због турског зулума, склонили у Калуђерицу, како се назива страна Куљавице. На неколико мјеста има „грчких“ гробних плоча.

## Становништво
Клобук је 1851. имао 86 становника (47 муслимана у тврђави и 39 православаца у селу). У тврђави су становали муслимански родови избјегли из Рисна 1684: Агбабићи, каснији Капетановићи (капетани
клобучке капетаније), Беговићи (клобучки диздари) и Шаховићи (ћехаје). Аустроугарска војска уништила је топовима клобучко утврђење и запосјела га у септембру 1878. године. Село је 1879. имало 45 домаћинстава и 237 становника (православци); 1910. – 216 становника; 1948. – 172; 1971. – 99; 1991. – 30; 2013. – осам домаћинстава и 24 становника (Срби). Породице Бабић, Бендераћ, Деретић славе Јовањдан; Ђајић – Мратиндан; Илић – Св. Петку; Кујачић, Рутешић, Стијачић – Аранђеловдан. Раније је у Клобуку живјела породица Бакоч (крсна слава Аранђеловдан). Током Првог свјетског рата бројни мјештани били су добровољци у црногорској и српској војсци, а 15 их је објешено у Требињу. Јакша Н. Бендераћ одликован је, између осталог, ОрденомКарађорђеве звезде са мачевима, златном и сребрном Медаљом за храброст „Милош Обилић“, Медаљом за грађанске заслуге. У Другом свјетском рату погинула су четири борца НОВЈ и пет цивила, а у Одбрамбено-отаџбинском рату 1992–1995. један борац ВРС. На подручју села подигнути су: споменик погинулим аустроугарским војницима 1878; спомен-капела посвећена Светом Димитрију, за око 160 херцеговачких добровољаца и црногорских војника, погинулих 1914–1915, саграђена 1924. године. Спомен-дом Херцеговачко-црногорска кућа је у изградњи (2021). Становништво се углавном бави пољопривредом, а куриозитет је виноград на 700 метара надморске висине, окружен црногоричном шумом. Узгајају се и пчеле. Раније је главно занимање било гајење стоке, која је љети изгоњена на Бијелу гору. Бјелогорична шума искоришћавана је за продају огревног дрвета и за производњу дрвеног угља и креча. На извору Требоља експлоатисана су лежишта сиге. Школа у Доњем Клобуку радила је 1948–1962. године. Најближа црква и гробље су у сусједном селу Аранђелово. Клобук је електрифициран 1972. године. Мјештани се снабдијевају водом из чатрња и са локалних извора. Кроз атар пролази магистрални пут Требиње–Никшић, на којем је гранични прелаз. Из села су: Илија Бабић и Мајо Бендераћ, народни хероји; Симо Бабић, вијећник Авноја; Богдан Кујачић, офталмолог, један од оснивача Очне клинике на ВМА; Милорад Кујачић, генерал ЈНА; Гаврило Попов Кујачић, устаник 1852–1862, корјенићки капетан; Славко Стијачић, пуковник ЈНА и публициста, Матија Стијачић, протојереј Српске православне цркве.
| Демографија | Демографија | Демографија |
| Година      | Становника  | Становника  |
| ----------- | ----------- | ----------- |
| 1879.       | 237         |             |
| 1910.       | 216         |             |
| 1948.       | 172         |             |
| 1971.       | 99          |             |
| 1991.       | 30          |             |